# Campionati del mondo di duathlon del 2019
I Campionati del mondo di duathlon del 2019 (XXX edizione) si sono tenuti a Pontevedra in Spagna, in data 28 aprile 2019.
Tra gli uomini ha vinto il francese Benjamin Choquert, mentre la gara femminile è andata alla francese Sandra Levenez.
Si sono aggiudicati il titolo mondiale nella categoria junior rispettivamente lo spagnolo Sergio Baxter Cabrera e la svizzera Delia Sclabas.
La gara valida per il titolo di campione del mondo di duathlon - nella categoria under 23 - è andata a il belga Arnaud Mengal, mentre tra le donne a la venezuelana Edymar Daniely Brea Abreu.

## Risultati

### Élite uomini
| Pos. | Nome                           | Paese       | Corsa    | Bici     | Corsa    | Totale   |
| ---- | ------------------------------ | ----------- | -------- | -------- | -------- | -------- |
|      | Benjamin Choquert              | Francia     | 00:29:07 | 01:02:03 | 00:14:09 | 01:45:56 |
|      | Emilio Martin                  | Spagna      | 00:30:00 | 01:01:05 | 00:14:21 | 01:46:10 |
|      | Angelo Vandecasteele           | Belgio      | 00:29:59 | 01:01:08 | 00:14:22 | 01:46:11 |
| 4    | Liam Lloyd                     | Regno Unito | 00:30:01 | 01:00:30 | 00:15:06 | 01:46:17 |
| 5    | Yohan Le Berre                 | Francia     | 00:29:07 | 01:01:46 | 00:14:47 | 01:46:32 |
| 6    | Marco Miguel                   | Portogallo  | 00:29:58 | 01:01:06 | 00:14:44 | 01:46:33 |
| 7    | Benoit Nicolas                 | Francia     | 00:29:59 | 01:01:05 | 00:14:50 | 01:46:34 |
| 8    | Arnaud Mengal                  | Belgio      | 00:30:57 | 01:00:11 | 00:15:07 | 01:46:56 |
| 9    | Javier Martin Morales          | Spagna      | 00:30:00 | 01:01:04 | 00:15:13 | 01:47:01 |
| 10   | Luis Miguel Martin Berlanas    | Spagna      | 00:29:59 | 01:01:05 | 00:15:04 | 01:47:02 |
| 11   | Arnaud Dely                    | Belgio      | 00:29:58 | 01:01:12 | 00:15:13 | 01:47:05 |
| 12   | Philip Wylie                   | Regno Unito | 00:30:26 | 01:00:42 | 00:15:20 | 01:47:10 |
| 13   | Cristobal Garcia Guillen       | Spagna      | 00:30:46 | 01:00:21 | 00:15:29 | 01:47:24 |
| 14   | Thomas Cremers                 | Paesi Bassi | 00:30:55 | 00:59:24 | 00:16:26 | 01:47:42 |
| 15   | Max Schröter                   | Germania    | 00:30:26 | 01:00:41 | 00:15:56 | 01:47:51 |
| 16   | Niels Te Pas                   | Paesi Bassi | 00:30:57 | 01:00:11 | 00:16:01 | 01:47:54 |
| 17   | Ramos Herrera Zavaleta         | Messico     | 00:30:58 | 01:00:11 | 00:16:06 | 01:47:57 |
| 18   | Antonio Benito Lopez           | Spagna      | 00:30:00 | 01:01:09 | 00:16:26 | 01:48:15 |
| 19   | Toumi Dahmani                  | Marocco     | 00:30:57 | 01:00:07 | 00:16:52 | 01:48:44 |
| 20   | Carlos Oliver Vives            | Spagna      | 00:30:57 | 01:00:10 | 00:17:12 | 01:49:03 |
| 21   | László Tarnai                  | Ungheria    | 00:30:57 | 01:00:07 | 00:17:29 | 01:49:18 |
| 22   | Nicklas Røssner                | Danimarca   | 00:31:45 | 01:01:38 | 00:15:46 | 01:49:56 |
| 23   | Niall Cornyn                   | Irlanda     | 00:31:18 | 01:02:03 | 00:16:25 | 01:50:35 |
| 24   | Sergio Correa González         | Spagna      | 00:31:23 | 01:02:03 | 00:16:45 | 01:50:54 |
| 25   | Samuel Mileham                 | Australia   | 00:32:07 | 01:01:16 | 00:17:26 | 01:51:35 |
| 26   | Matt Smith                     | Australia   | 00:32:07 | 01:01:20 | 00:17:44 | 01:52:21 |
| 27   | Nicolas Tilman                 | Belgio      | 00:32:16 | 01:01:08 | 00:19:52 | 01:54:01 |
| 28   | Kurt Fryer                     | Australia   | 00:31:32 | 01:06:10 | 00:15:50 | 01:54:18 |
| 29   | Jonathan Mckinley              | Stati Uniti | 00:30:56 | 01:06:42 | 00:16:01 | 01:54:25 |
| 30   | Denis Sketako                  | Slovenia    | 00:33:15 | 01:04:27 | 00:16:51 | 01:55:24 |
| 31   | Jose Isaac Valencia Villaverde | Messico     | 00:32:02 | 01:05:39 | 00:17:43 | 01:56:14 |
| 32   | Takumi Sayama                  | Giappone    | 00:32:03 | 01:01:49 | 00:22:10 | 01:56:56 |
| 33   | Rin Tanimoto                   | Giappone    | 00:32:57 | 01:04:50 | 00:18:51 | 01:57:28 |

### Élite donne
| Pos. | Atleta                          | Paese       | Corsa    | Bici     | Corsa    | Totale   |
| ---- | ------------------------------- | ----------- | -------- | -------- | -------- | -------- |
|      | Sandra Levenez                  | Francia     | 00:33:10 | 01:07:22 | 00:16:58 | 01:58:17 |
|      | Sandrina Illes                  | Austria     | 00:33:10 | 01:09:26 | 00:16:47 | 02:00:10 |
|      | Garance Blaut                   | Francia     | 00:33:48 | 01:08:48 | 00:17:30 | 02:00:53 |
| 4    | Marion Legrand                  | Francia     | 00:34:31 | 01:07:59 | 00:17:58 | 02:01:16 |
| 5    | Edymar Daniely Brea Abreu       | Venezuela   | 00:34:31 | 01:10:39 | 00:17:38 | 02:03:34 |
| 6    | Olivia Matthews                 | Regno Unito | 00:35:51 | 01:09:19 | 00:18:03 | 02:03:57 |
| 7    | Marta Pintanel Raymundo         | Spagna      | 00:36:05 | 01:09:05 | 00:18:03 | 02:04:06 |
| 8    | Ana Filipa Santos               | Portogallo  | 00:36:48 | 01:08:23 | 00:18:46 | 02:04:45 |
| 9    | Sophie Van Der Most             | Paesi Bassi | 00:36:49 | 01:08:25 | 00:18:58 | 02:05:08 |
| 10   | Irene Loizate Sarrionandia      | Spagna      | 00:34:31 | 01:10:40 | 00:19:45 | 02:05:48 |
| 11   | Ciara Wilson                    | Irlanda     | 00:36:05 | 01:12:35 | 00:19:46 | 02:09:25 |
| 12   | Guadalupe Jazmin Aguilar Corona | Messico     | 00:35:49 | 01:12:36 | 00:21:44 | 02:11:01 |

### Junior uomini
| Pos. | Nome                   | Paese       | Corsa    | Bici     | Corsa    | Totale   |
| ---- | ---------------------- | ----------- | -------- | -------- | -------- | -------- |
|      | Sergio Baxter Cabrera  | Spagna      | 00:15:20 | 00:27:22 | 00:08:49 | 00:52:58 |
|      | Vitalii Vorontsov      | Ucraina     | 00:15:20 | 00:28:00 | 00:08:59 | 00:53:42 |
|      | Giani Vanden Broucke   | Belgio      | 00:15:28 | 00:28:52 | 00:08:47 | 00:54:42 |
| 4    | Marcel Bolbat          | Germania    | 00:16:34 | 00:27:48 | 00:09:24 | 00:55:18 |
| 5    | Olaf Jan Bosscher      | Paesi Bassi | 00:16:11 | 00:28:31 | 00:09:12 | 00:55:31 |
| 6    | Angel Sanchez Carreras | Spagna      | 00:15:20 | 00:29:27 | 00:09:38 | 00:55:58 |
| 7    | Valentin Marievskiy    | Ucraina     | 00:16:01 | 00:30:18 | 00:08:53 | 00:56:46 |
| 8    | Hugo Figueiredo        | Portogallo  | 00:16:35 | 00:29:44 | 00:09:25 | 00:57:21 |
| 9    | Thomas Schlebusch      | Sudafrica   | 00:16:34 | 00:29:43 | 00:09:38 | 00:57:31 |
| 10   | Jaimy Voogt            | Paesi Bassi | 00:16:43 | 00:29:34 | 00:09:47 | 00:57:41 |
| 11   | Hikaru Takada          | Giappone    | 00:16:42 | 00:29:39 | 00:09:44 | 00:57:50 |
| 12   | Christian Nass         | Danimarca   | 00:16:43 | 00:29:49 | 00:10:05 | 00:58:14 |
| 13   | Alec Davison           | Australia   | 00:17:18 | 00:30:04 | 00:09:48 | 00:58:45 |
| 14   | Jarryd Horn            | Sudafrica   | 00:17:17 | 00:30:37 | 00:10:16 | 00:59:55 |
| 15   | Danil Farbun           | Ucraina     | 00:17:17 | 00:32:26 | 00:10:22 | 01:01:48 |

### Junior donne
| Pos. | Atleta                      | Paese       | Nuoto    | Bici     | Corsa    | Totale   |
| ---- | --------------------------- | ----------- | -------- | -------- | -------- | -------- |
|      | Delia Sclabas               | Svizzera    | 00:16:31 | 00:31:30 | 00:09:06 | 00:58:37 |
|      | Costanza Arpinelli          | Italia      | 00:17:08 | 00:30:59 | 00:09:48 | 00:59:15 |
|      | Laura Duran Morote          | Spagna      | 00:17:57 | 00:31:08 | 00:09:43 | 01:00:09 |
| 4    | Eva Daniels                 | Lussemburgo | 00:17:57 | 00:30:52 | 00:10:19 | 01:00:33 |
| 5    | Shirin Van Anrooij          | Paesi Bassi | 00:17:58 | 00:31:30 | 00:10:45 | 01:01:41 |
| 6    | Marije Hijman               | Paesi Bassi | 00:17:59 | 00:32:12 | 00:10:35 | 01:02:19 |
| 7    | Maria Paula Tobias Espinosa | Messico     | 00:17:58 | 00:33:08 | 00:10:16 | 01:02:50 |
| 8    | Natalia Hidalgo Martínez    | Spagna      | 00:19:03 | 00:32:06 | 00:10:35 | 01:03:07 |
| 9    | Cassidy Hickey              | Stati Uniti | 00:19:02 | 00:32:03 | 00:10:43 | 01:03:16 |
| 10   | Monika Dobrovolska          | Ucraina     | 00:19:09 | 00:33:58 | 00:11:21 | 01:06:01 |
| 11   | Chante Dixon                | Sudafrica   | 00:18:53 | 00:36:45 | 00:11:06 | 01:08:24 |
| 12   | Daria Berezhna              | Ucraina     | 00:20:16 | 00:35:22 | 00:12:22 | 01:09:39 |

### Under 23 uomini
| Pos. | Atleta                 | Paese       | Nuoto    | Bici     | Corsa    | Totale   |
| ---- | ---------------------- | ----------- | -------- | -------- | -------- | -------- |
|      | Arnaud Mengal          | Belgio      | 00:30:57 | 01:00:11 | 00:15:07 | 01:46:56 |
|      | Arnaud Dely            | Belgio      | 00:29:58 | 01:01:12 | 00:15:13 | 01:47:05 |
|      | Thomas Cremers         | Paesi Bassi | 00:30:55 | 00:59:24 | 00:16:26 | 01:47:42 |
| 4    | Niels Te Pas           | Paesi Bassi | 00:30:57 | 01:00:11 | 00:16:01 | 01:47:54 |
| 5    | Carlos Oliver Vives    | Spagna      | 00:30:57 | 01:00:10 | 00:17:12 | 01:49:03 |
| 6    | Niall Cornyn           | Irlanda     | 00:31:18 | 01:02:03 | 00:16:25 | 01:50:35 |
| 7    | Sergio Correa González | Spagna      | 00:31:23 | 01:02:03 | 00:16:45 | 01:50:54 |
| 8    | Samuel Mileham         | Australia   | 00:32:07 | 01:01:16 | 00:17:26 | 01:51:35 |
| 9    | Matt Smith             | Australia   | 00:32:07 | 01:01:20 | 00:17:44 | 01:52:21 |
| 10   | Kurt Fryer             | Australia   | 00:31:32 | 01:06:10 | 00:15:50 | 01:54:18 |
| 11   | Takumi Sayama          | Giappone    | 00:32:03 | 01:01:49 | 00:22:10 | 01:56:56 |
| 12   | Rin Tanimoto           | Giappone    | 00:32:57 | 01:04:50 | 00:18:51 | 01:57:28 |

### Under 23 donne
| Pos. | Atleta                    | Paese     | Nuoto    | Bici     | Corsa    | Totale   |
| ---- | ------------------------- | --------- | -------- | -------- | -------- | -------- |
|      | Edymar Daniely Brea Abreu | Venezuela | 00:34:31 | 01:10:39 | 00:17:38 | 02:03:34 |
|      | Marta Pintanel Raymundo   | Spagna    | 00:36:05 | 01:09:05 | 00:18:03 | 02:04:06 |